# Hey You
«Hey You» (укр. Ей, ти) — пісня британської рок-групи Pink Floyd с альбому The Wall. Пісня є однією з найбільш значимих в альбомі. В «Hey You» головний герой закликкє людей, що ховаються за своїми стінами, до нормальних взаємовідносин. В пісні також згадуються хробаки, які в кінцівці рок-опери відіграють важливу роль.